# San Pietro Cusico
San Pietro Cusico (San Peder Cusich in dialetto milanese) è una frazione del comune italiano di Zibido San Giacomo posta a nordovest del centro abitato, verso Trezzano sul Naviglio. Ha costituito un comune autonomo fino al Risorgimento.

## Storia
San Pietro Cusico era un piccolo centro abitato del milanese di antica origine, e confinava con San Novo a nord, Gudo Gambaredo a est, Zibido San Giacomo, Viano e Noviglio a sud, e Copiago a ovest. Al censimento del 1751 la località fece registrare 129 residenti, e risultava sede di parrocchia.
In età napoleonica, nel 1805, la popolazione era salita a 300 unità, e nel 1809 il territorio municipale fu allargato incorporandogli San Novo e Zibido San Giacomo per un totale di 786 anime, e nel 1811 fu ulteriormente espanso coi soppressi comuni di Badile e Moirago interessando 1172 persone; tutti i centri recuperarono comunque l'autonomia nel 1816 in seguito all'istituzione del Regno Lombardo-Veneto, seppur venendo spostato in Provincia di Pavia.
L'abitato conobbe una leggera crescita tipica di un villaggio agricolo, facendo registrare 419 anime nel 1853, scese a 412 nel 1859, anno in cui i Savoia lo riportarono in Provincia di Milano. Il municipio fu definitivamente soppresso il 9 giugno 1870 con decreto di Vittorio Emanuele II, venendo annesso coi suoi 426 abitanti a Zibido San Giacomo.

## Monumenti e luoghi di interesse
- Chiesa parrocchiale dei Santi Pietro e Paolo